# Justice League: Throne of Atlantis
Justice League: Throne of Atlantis (en español, Liga de la Justicia: El Trono de Atlantis) es una película animada estadounidense de 2015, basada en el grupo de personajes de la Liga de la justicia, de DC Cómics. La historia de la película se basa en la serie de cómics "The New 52" ("Los nuevos 52" en algunos países de habla hispana), escritos por Geoff Johns y sirve como secuela a la película animada de 2014 Justice League: War. En la película, Arthur Curry (Aquaman), un príncipe Humano-Atlante, descubre su patrimonio y ayuda la Liga de Justicia a impedir que su medio hermano, Ocean Master, conquiste Metrópolis. La película se programó para su lanzamiento digital el 13 de enero de 2015 y en Blu-ray y DVD el 27 de enero de 2015.
Jason O'Mara, Christopher Gorham, Sean Astin, Shemar Moore, Steven Blum, George Newbern y Melique Berger vuelven con sus respectivos roles de Justice League: War, mientras que Nathan Fillion vuelve con su papel como Hal Jordan / Linterna Verde de las películas Green Lantern: Emerald Knights, Justice League: Doom y Justice League: The Flashpoint Paradox.

## Argumento
Durante la lucha en que la Liga de la Justicia pudo frustrar los planes de invasión de Darkseid, el océano sufrió graves daños que afectaron indirectamente a la Atlántida. Orm juró con el cuerpo de su padre fallecido en brazos declararle la guerra a la superficie.
Todo comienza cuando el submarino U.S.S. California es atacado de forma violenta y organizada por individuos desconocidos usando una tecnología nunca vista y para peor estos individuos poseen aspecto humano.
En los cuarteles centrales de la Liga de la Justicia ubicados dentro de los laboratorios S.T.A.R, Cyborg es alertado por el Coronel Steve Trevor sobre el hundimiento del submarino por lo que rápidamente el héroe decide chequear la situación por sí mismo, yendo en contra de la idea de Trevor de llamar a los otros miembros de la Liga ya que, afrontando los hechos, en verdad no existía ninguna Liga de la Justicia.
En el arrecife de Mercy, Arthur Curry se encontraba pasando por una fuerte depresión ya que su padre había fallecido hacía poco lo que lleva a Curry a embriagarse y comenzar una pelea con un grupo de hombres en un bar ya que estos pretendían comerse a una Langosta con la que Arthur estaba hablando. Mientras él se encarga de derrotarlos, no se percata de que estaba siendo observado desde el bar por una mujer llamada Mera y desde el exterior por el misterioso Dr. Shin. En el submarino hundido, Cyborg encuentra huellas dactilares por sobre la coraza externa de la nave, y rápidamente descubre que sus misiles se encontraban desaparecidos. Inesperadamente él es atacado por los mismos hostiles que acabaron con el submarino, por lo que se ve obligado a huir cuando sufre daños de importante consideración en su cuerpo con una extraña arma.
De vuelta en los cuarteles generales de la Liga, Cyborg convoca al resto de sus compañeros para alertarlos de la situación, sin embargo como solo Flash y Shazam asisten él les pide su ayuda para localizar al resto. Luego de que Superman, Wonder Woman (los cuales se encuentran en una cita romántica) y Green Lantern, son reclutados solo falta Batman, pero ellos no se molestan en ir a por él ya que este no respondía a los llamados. Molesto por el favoritismo del héroe Green Lantern viaja hasta Ciudad Gótica para traer a Batman, el cual se encontraba persiguiendo a varios secuaces del Espantapájaros. Sin ánimos de perder tiempo, Green Lantern captura a los maleantes en lugar de Batman, pero el Caballero Oscuro se molesta fuertemente con él ya que contaba con que esos maleantes lo condujeran al escondite del Espantapájaros. Momentos después cuando todo el equipo finalmente se reúne, ellos repasan las grabaciones obtenidas por Cyborg dentro del submarino, incluido el ataque; ellos descantan con seguridad que el ataque estuviera relacionado con Darkseid, ya que los atacantes peleaban con un estilo muy terrícola. Gracias a los conocimientos de Diana, ella logra dilucidar que los guerreros, y el arma usada por estos, provenía de Atlantis; con la teoría de la desaparición de los misiles como un acto de guerra, y usando la propuesta de Shazam, Superman y Batman deciden visitar al Dr. Shin, un reconocido experto en materia de cultura atlante mientras que los otros héroes tratan de hallar Atlantis.
En Atlantis, Orm y Black Manta se reúnen con la madre de Orm, la reina Atlanna. Ellos alegan el ataque al submarino como un acto de defensa e intenta convencer a la reina de declarar la guerra contra la superficie a causa de los daños que el océano sufrió durante los eventos del ataque de Darkseid. No obstante al ver que su hijo no sería un buen candidato al trono, Atlanna le pide a Mera ir a por Arthur, su otro hijo, y llevarlo con ella hacia Atlantis. Decidido a mostrar el error de la reina, Black Manta envía a varios soldados para acabar con Arthur mientras él disfraza una nave atlante como un submarino y lo utiliza para atacar Atlantis con los misiles robados y así culpar a la superficie. En el arrecife de Mercy, Arthur recibe la visita del Dr. Shin en su hogar, quien trata de contarle que su padre lo contactó antes de morir para pedirle ayuda con Arthur; por desgracia él no logra continuar ya que instantáneamente es asesinado por un soldado atlante.
Arthur se las ingenia para repeler el ataque pero es rápidamente sobrepasado y termina quedando inconsciente; afortunadamente Mera aparece para salvarlo. Mientras tanto Batman y Superman llegan al hogar del Dr. Shin, y descubren que alguien había destruido todo su trabajo. Usando su instinto, Superman rearma una fotografía de Arthur Curry flotando en un tanque junto a una carta de su padre revelando que su hijo era mitad atlante; con aquella verdad revelada, Batman le ordena a la Liga encontrar a Arthur Curry. Por otro lado el ataque a Atlantis lleva a sus ciudadanos a demandar por la guerra, sin embargo la reina Atlanna decide que finalmente ha llegado el momento de salir del anonimato y revelarle al mundo la existencia de su mundo, por lo que ella le comanda a Black Manta organizar una reunión con la Liga de la Justicia.
Cuando Arthur despierta bajo el agua junto a Mera, ella le revela la verdad sobre su origen: Atlanna conoció al padre de Arthur de joven y dio a luz a su hijo tras enamorarse de él, pero debido a su linaje real, ella no pudo quedarse con ellos por lo que debió abandonarlos para casarse con el próximo rey de Atlantis, con él procreó a Orm. En la actualidad, Atlanna creía que Arthur podía ayudar a Atlantis siendo el puente entre dos mundos; Mera los conduce hasta unas ruinas antiguas, donde ella lo vista con la armadura real. Sin embargo Arthur no puede lidiar con aquello y abandona todo para regresar a la superficie; Mera lo sigue pero repentinamente ambos son atacados por los Moradores, una raza de criaturas submarinas caníbales contratadas por Black Manta para acabarlo. La batalla resulta dura, e inclusive Arthur termina sangrando por primera vez en su vida, hasta que la Liga de la Justicia consigue localizarlos a tiempo para derrotar a los atacantes. En Atlantis, Orm es informado por Manta que los Moradores fallaron en asesinar a Arthur; acto seguido cuando la reina aparece ante ellos Orm y ella discute nuevamente porque él quería iniciar la guerra con la superficie de acuerdo a los últimos deseos de su padre; en la discusión él también revela conocer la verdad sobre Arthur Curry. La reina Atlanna confiesa sus pecados, pero estando al tanto de que Orm y Manta fueron los responsables del ataque contra Atlantis ella planea enjuiciarlos por traición, sin embargo al verse descubierto, Orm termina asesinándola para poder ocupar su puesto.
Arthur, Mera, Superman, Wonder Woman, Green Lantern, y Cyborg llegan a Atlantis para hablar con la reina pero son rápidamente informados de su fallecimiento. Cuando llegan al palacio real, son recibidos por Orm quien ya convertido en el "Amo del Océano", le confiesa a su medio hermano haber asesinado a la reina para ocupar el trono. Por desgracia el grupo de héroes es derrotado gracias a los poderes místicos del tridente del rey y son enviados al abismo para ser devorados por un morador gigante, mientras que el Amo del Océano conduce al ejército de Atlantis hacia la superficie. Arthur consigue liberarse del capullo en que Orm los encerró gracias a su sangre real y con la ayuda de Superman ellos salvan al resto de sus aliados y consiguen acabar con el monstruo.
En Metrópolis, una ola gigantesca, cubriendo al ejército de Orm, llega hasta las costas de la ciudad y les permite a los atlantes iniciar su ataque. Los militares intentan repeler la invasión pero sus armas resultan inútiles ante la tecnología submarina. Por suerte todo cambia cuando la Liga llega al centro del conflicto. Durante la pelea, Superman salva John Henry Irons (también conocido como Steel), y Wonder Woman rescata a Lois Lane y Jimmy Olsen. De vuelta en el juego, Arthur pelea contra Black Manta, quien revela haber estado manipulando a Orm para acceder al trono y que planeaba deshacerse de él cuando todo terminara; pero sus planes no se concretan ya que Arthur llama a un gran tiburón blanco para apresarlo, comerlo y acabarlo. Mera se abre camino entre los soldados para luchar contra el Amo del Océano, pero es derribada rápidamente; la Liga sigue sus pasos, pero uno por uno son derrotados, como Wonder Woman, Green Lantern, Flash, y Shazam, y otros son heridos de gravedad, como Superman y Cyborg).
Arthur se convierte rápidamente en la última persona en pie para presentarle batalla a su hermano, por lo que se desata un brutal combate entre hermanos. Batman llega instantáneamente a la escena y salva a Cyborg de morir; habiendo recolectado la información sobre la muerte de la reina a manos de Orm, Batman le ordena a Cyborg retransmitir el video de la confesión de Orm de haber matado a la reina. Cyborg obedece y rápidamente el video pueden verlo todos los soldados atlantes en Metrópolis; con Orm distraído por la furia al darse cuenta de que acababa de perder el apoyo de sus hombres, Arthur aprovecha la ocasión y derriba a su hermano con un poderoso golpe en la cara, dándole así un final a su corto reinado. Momentos después, todos los soldados se reúnen ante su nuevo rey y se inclinan para darle su apoyo luego de que este aboga por construir un puente entre Atlantis y la superficie para vivir en paz en lugar de caer en una guerra; con eso, el ataque finalmente acaba.
Días más tarde en Atlantis, Arthur es coronado rey, con la Liga de la Justicia entre los presentes. Ante lo sucedido Batman sugiere que ante la posible aparición de nuevas amenazas, ellos necesitarían unirse más como equipo por lo que Cyborg revela sus planes para construir una “atalaya”. Arthur, renombrado Aquaman por Shazam, se despide de ellos tras aceptar ser un nuevo miembro de la Liga y se marcha junto a su amada Mera para detener un nuevo ataque de los Moradores contra Atlantis, ayudados por todas las criaturas del océano. En la escena poscréditos, Orm se encuentra encerrado en la prisión de Belle Reve pidiendo hablar con su hermano, pero el único que lo visita es Lex Luthor con una proposición para considerar.

## Reparto
- Matt Lanter como Arthur Curry / Aquaman.[1]
- Sumalee Montano como Mera.
- Sam Witwer como Orm / Maestro del Océano.
- Sirena Irwin como Reina Atlanna.
- Jerry O'Connell como Clark Kent / Superman.[1]
- Jason O'Mara como Bruce Wayne / Batman.
- Rosario Dawson como Diana Prince / Mujer Maravilla.[1]
- Christopher Gorham como Barry Allen / Flash.
- Nathan Fillion como Hal Jordan / Linterna Verde.[1]
- Shemar Moore como Victor Stone / Cyborg.
- Juliet Landau como Lois Lane.
- Sean Astin como Billy Batson / Shazam.
- Harry Lennix como Black Manta.[2]
- George Newbern como Steve Trevor.
- Melique Berger como Sarah Charles.
- Steven Blum como Lex Luthor / Voz de la computadora.
- Patrick Cavanaugh como Jimmy Olsen.
- Larry Cedar como Thomas Curry.
- Barry Dennen como Consejero de defensa.
- Paul Eiding como Capitán.
- Jay K. Johnson como Sam Lane.
- Matthew Yang King como Dr. Shin
- Khary Payton como John Henry Irons.
- DJ Price como Arthur joven.
- Andrea Romano como Mujer anciana de Atlanta.
- Michael Rosenbaum como Líder del equipo Drift.
- Cedric Yarbrough como Técnico del submarino / Matón.

## Ficha técnica
- Andrea Romano - Directora de voz
- Sam Register - Productor ejecutivo

## Recepción

### Recepción de la crítica
Las críticas fueron variadas. Scott Mendelson, de Forbes, consideró que la película retrocedía en la historia de origen de Aquaman y que palidecía en comparación con el episodio de dos partes de la Liga de la Justicia titulado "El enemigo de abajo", que presentaba una trama similar. Sin embargo, Mendelson alabó "la elección de centrarse en Aquaman en lugar de otra historia centrada en Batman", pero en general sintió "que Aquaman [era] el personaje menos interesante en su propia película". IGN le dio a la película una calificación de 6.5/10 y declaró que la película "flaquea en su segunda mitad, entregando una película de Aquaman sólo algo agradable."
Para ToonZone.net, el crítico Ed Liu dividió su crítica en dos secciones: una para las "buenas noticias" y otra para lo contrario. En cuanto a lo positivo, Liu afirmó que "la calidad de la animación está muy por encima de la de casi todas las películas de animación para televisión y no llega al nivel de los largometrajes", y elogió al reparto de voces. Sin embargo, en cuanto a lo malo, Liu dijo que "la mayoría de las veces va cuesta abajo", refiriéndose a las endebles motivaciones del villano, las incoherencias de los personajes y la trama y la innecesaria inclusión de la Liga de la Justicia. Brian Lowry, de Variety, hizo una crítica relativamente positiva de la película, afirmando que las películas originales de animación del Universo DC "siguen siendo un área en la que DC supera sistemáticamente a Marvel", y que "entradas como Throne of Atlantis refuerzan la sensación de que en el juego de la animación, de todos modos, están liderando la ola, no detrás de ella."

## Ventas
Hasta octubre de 2021, la película ha ganado $4.636.124 en ventas de vídeo doméstico.